# Jaime Lissavetzky
Jaime Lissavetzky Díez (n. Madrid; 27 de setembro de 1951) é um político espanhol. Entre outros cargos, tem sido secretário de Estado para o Desporto (desde 20 de abril 2004 até 1 de abril de 2011) e conselheiro de Educação, Cultura e Desportos da Comunidade de Madrid desde 1985 até 1995. Foi porta-voz do Grupo Municipal Socialista na Prefeitura de Madrid até 2015. a 15 de setembro de 2014 anunciou que não optaria à eleição como candidato em seu partido.

## Carreira científica
Nasceu a 27 de setembro de 1951 em Madrid, filho de mãe asturiana  e pai ucraniano estabelecido em Espanha.
Se doutorou na Ciências Químicas na Universidade Complutense de Madrid, onde lhe foi concedida a Medalha de Honra, exerceu como professor anexo de química orgânica na Universidade de Alcalá. Tem sido professor Anexo de química orgânica da Universidade de Alcalá desde 1977 até 1979, onde foi secretário académico da Faculdade de Farmácia. Assim mesmo, tem dado cursos de doutorado sobre química farmacêutica na Universidade Complutense de Madrid e na Universidade Autónoma de Madrid, bem como na Universidade de Alcalá.
A sua trajectória posterior passa pelo Conselho Superior de Investigações Científicas, onde tem a posto de cientista titular no Instituto de Química Médica desde 1979.
Entre outras distinções, tem recebido a Medalha de Ouro da Real Ordem do Mérito Desportivo, a Medalha do Comité Olímpico Espanhol e a Grande Cruz da Ordem do Mérito Civil.

## Carreira política

### Afiliação e inícios
Ingressou no PSOE em 1974, quando dito partido se achava na clandestinidade no marco da ditadura franquista. Pouco depois converter-se-ia em secretário geral do agrupamento socialista do distrito de Moncloa.

### Conselheiro de Educação, Cultura e Desportos de Madrid
A 8 de maio de 1983, nas primeiras eleições autonómicas da Comunidade de Madrid, foi eleito deputado da primeira Assembleia de Madrid, o parlamento autonómico disposto pelo seu Estatuto de Autonomia. Em ditas eleições tinha vencido com maioria absoluta a FSM-PSOE com um 50,77% dos votos e 51 cadeiras (sobre um total de 94), formando-se o primeiro governo autonómico madrileno com o socialista Joaquín Leguina como presidente. Lissavetzky ficou assim enquadrado como membro do maioritário Grupo Socialista, fazendo parte da Deputação Permanente, numa câmara que celebrou sua primeira sessão a 8 de junho em sua sede do Velho Caserón de San Bernardo.
Em 1985, no meio da primeira legislatura, passou a fazer parte do governo de Leguina ao ser designado como conselheiro de Educação, Cultura e Desportos, em substituição de Manuel de la Rocha, tomando posse do seu cargo a 15 de setembro.
Durante o seu mandato criou-se a rede de escolas infantis e inaugurou-se a Universidade Carlos III. Também se consagrou o Teatro da Abadia para a formação de actores e directores e se criou a Escola de Cinema. Lissavetzky impulsionou a ideia de construir o Estádio da Peineta, inaugurado em 1994, para albergar o Campeonato Mundial de Atletismo de 1997, ainda que Madrdi não foi eleita para albergar dito evento (honra que correspondeu a Atenas) e finalmente o projecto ficou em suspenso. Assim mesmo impulsionou a Cidade da Artes e as Letras em 1995.

### Secretário geral da FSM
Em 1994 foi nomeado Secretário Geral da Federação Socialista Madrilena. A sua chegada produziu-se no marco dos atritos vividos pelo PSOE como consequência das disputas entre os partidários de Felipe González (renovadores) e de Alfonso Guerra (guerristas). Lissavetzky fazia parte dos renovadores, ao igual que seu amigo e também científico (bioquímico) Alfredo Pérez Rubalcaba. Em 1995, depois da derrota da FSM tanto na Comunidade como na capital (vencendo em ambas o Partido Popular com maioria absoluta, da mão de Alberto Ruiz-Gallardón e José María Álvarez do Manzano respectivamente) pôs seu cargo a disposição da FSM, que lhe ratificou em seu posto.
Por seu labor, como responsável pelo área de Educação e Desportos, lhe foram concedidas Medalha de Ouro da Real Ordem do Mérito Desportivo e a Medalha de Honra da Universidade Complutense de Madri.
Em 1997 foi reeleito como secretário geral da FSM, ainda que por estreita margem, em frente ao guerrista José Acosta.
Em 1998, dentro das primárias do PSOE, mostrou-se partidário de Joaquín Almunia (secretário geral, e que contava com o apoio de Felipe González) em frente a José Borrell, sendo finalmente Borrell o ganhador. Também apoiou a Joaquín Leguina como candidato à Prefeitura de Madrid, quem foi derrotado nas primárias por Fernando Morán.
Finalmente foi derrotado pelos guerristas em 2000, sendo substituído por Rafael Simancas.
Durante este período, ocupou o cargo de porta-voz do Grupo Parlamentar Socialista na Assembleia de Madrid  (1995- 2000).

### Senador e deputado em Cortes
A 14 de março de 1996 foi eleito senador por designação autonómica, em substituição de sua correligionária María Dolores García-Hierro, quem tinha renunciado (depois de ter sido elegida em 1995) ao obter cadeira no Congresso dos Deputados nas eleições gerais desse ano. Em 1999, depois das eleições autonómicas madrilenas, a nova Assembleia renovou sua condição de senador por designação autonómica.
Durante a VII Legislatura (2000-2004) ocupou cadeira no Congresso dos Deputados (renunciando para isso a sua acta de senador), onde foi Vice-presidente Segundo da Comissão de Ciência e Tecnologia do Congresso. Lissavetzky não conseguiu convencer ao Partido Popular para que se permitisse a investigação com células mãe embrionarias.

## Secretário de Estado para o Desporto
Em 19 de abril de 2004 foi nomeado Presidente do Conselho Superior de Desportos com faixa de Secretário de Estado pelo Governo de José Luis Rodríguez Zapatero. Desde esse ano foi também membro do júri do Prêmio Príncipe de Astúrias dos Desportos, cessando a 1 de abril de 2011 ao ser designado candidato à Prefeitura de Madri.
No seu primeiro mandato aprovou-se a Lei Orgânica de “Protecção da Saúde e de Luta contra o Dopagem no Desporto” e a  Lei “Contra a Violência, o Racismo, a Xenofobia e a Intolerância no Desporto”.  Assim mesmo, tem presidido o Conselho Iberoamericano do Desporto (C.I.D.), instituição que agrupa a 22 países, de 2004 a 2007.
Desde 5 de fevereiro de 2007 é Vice-presidente da Primeira Conferência dos Estados Parte da Convenção Internacional contra o Dopagem no Desporto da UNESCO.
Em 12 de novembro de 2008 foi eleito Presidente do Comité de Aprovação do Fundo para a Eliminação do Dopagem no Desporto da UNESCO.
Em 12 de dezembro de 2008, na Conferência de ministros responsáveis de Desportos do Conselho da Europa, em Atenas, foi eleito como único  Representante europeu no Comité Executivo da Agência Mundial Antidopagem, para 2009 e 2010, eleição, que se renovou o passada 22 de outubro de 2010 e que terá vigência até ano 2012.
Em 26 de outubro de 2009 foi eleito Presidente da Segunda Conferência dos Estados Parte da Convenção Internacional contra a Dopagem no Desporto da UNESCO.

### Operação Puerto
Em 23 de maio de 2006 conheceu-se a Operação Puerto, uma investigação de contra a dopagem no desporto de elite que desarticulou uma rede de dopagem na Espanha, liderada pelo médico Eufemiano Fuentes. Apesar de que desde um primeiro momento se apontou a que os desportistas clientes da rede de dopagem pertenciam a numerosas disciplinas (futebol, tênis, ciclismo, boxe), no relatório do caso só apareceram ciclistas. O mesmo Lissavetzky afirmou que só tinha ciclistas implicados no caso, contradizendo ao dito num primeiro momento pela Guarda Civil e o presidente da UCI. O juiz do caso negou-se a identificar aos clientes desportistas (amparando-se em que a dopagem não era um delito segundo a legislação espanhola vigente nesse momento), e também recusou as petições efectuadas por diferentes organismos desportivos internacionais (AMA, UCI) para ter acesso às provas e poder impor sanções desportivas aos desportistas implicados.
A nova lei antidopagem espanhola (que contempla penas de prisão dentre seis meses e dois anos para os inductores de dopagem e implica a colaboração de quatro ministérios), impulsionada por Lissavetzky, não chegou a tempo para julgar o caso, e também não teve carácter retroactivo. O Secretário de Estado justificou esta situação afirmando que os tempos da Justiça e os do desporto não sempre coincidem.

### Fundação da AEA
Já com a nova lei em efeito (foi aprovada pelas Cortes em 2006), Lissavetzky foi o responsável por desenvolver os decretos que articulavam a lei antidopagem, ainda que estas não entraram em funcionamento até dois anos após que se aprovasse a lei antidopagem nas Cortes, pelo que durante dois anos não se aplicou a lei antidopagem. Por exemplo, a 14 de fevereiro de 2008 publicou-se no Boletim Oficial do Estado a criação da Agência Estatal Antidopagem (AEA), ainda que esta não foi constituída até cinco meses depois (apesar de que no BOE se especificava que não poderia se demorar mais de 60 dias), a 22 de julho; ademais, anunciou-se que a AEA não seria operativa até setembro por se disputar em agosto os Jogos Olímpicos.
Pouco antes do início dos Jogos Olímpicos de Verão de 2008, viu-se obrigado a dar uma roda de imprensa como consequência do positivo por EPO de Maribel Moreno num controle antidopagem, pedindo à ciclista que delatasse aos seus cúmplices.

### Polémica proibição de controles nocturnos
Em abril de 2009 aprovou um decreto que impedia realizar controles antidopagem dentro da Espanha (tanto a desportistas espanhóis como a estrangeiros e ainda que o ordene um organismo internacional) em horário nocturno (23:00 - 08:00), contradizendo o regulamento da AMA (que implica uma disponibilidade de 24 horas para os controles).
Esta medida foi duramente criticada pela AMA e por diversos meios estrangeiros, já que concede um período blindado aos controles que concede uma oportunidade para dopar-se e dando uma margem suficiente para que os parâmetros fisiológicos voltassem a ser normais antes das seis da manhã, hora na que poderiam começar a se realizar os controles antidopagem surpresa. O diário alemão Der Tagesspiegel publicou que Se quer dopar-se e dormir tranquilo, pode ir a Espanha. O semanário alemão Süddeutsche Zeitung afirmou que as autoridades desportivas espanholas são tolerantes com a dopagem e que Espanha acolhe dopados, é o Dourado da comunidade da dopagem global, apontando assim mesmo que não é normal que Lissavetzky seja membro da AMA quando a Operação Puerto segue sem se pesquisar em Espanha e as únicas confirmações de desportistas clientes se realizaram fora da Espanha, na Alemanha e Itália.
Durante o seu mandato apresentou-se a candidatura de Madrid para acolher os Jogos Olímpicos de 2016. David Howman, director geral da AMA, pediu por isso que se derogue essa proibição para realizar controles antidopagem nocturnos. Lissavetzky afirmou sentir-se surpreendido por esta petição, chamou de imprudente a crítica realizada e afirmou que Espanha é um país líder na luta contra a dopagem.
A 2 de setembro o COI publicou um relatório no que valorizava as candidaturas das diferentes cidades, no que se mostrou crítico com a candidatura de Madrid destacando precisamente como uma das suas principais carências a legislação antidopagem espanhola, pondo em dúvida a sua compatibilidade com a legislação da AMA. Lissavetzky assegurou num primeiro momento que o regulamento espanhol era absolutamente compatível com a do COI, ainda que poucos dias depois impulsionou uma modificação da mesma para agradar ao COI.
Finalmente Madrid ficou segunda na votação para eleger a sede olímpica celebrada a 2 de outubro de 2009, por adiante de Tóquio e Chicago (terceira e quarta respectivamente), mas por trás do Rio de Janeiro.

## Candidato à Prefeitura de Madrid
A 2 de agosto de 2010 inaugurou junto ao presidente do Governo, José Luis Rodríguez Zapatero, o Centro de Alto Rendimento de León, cidade natal do presidente. Durante o seu discurso, Zapatero apresentou a Lissavetzky como o Secretário de Estado com melhores resultados do seu Governo, e entre os rumores sobre se impulsionaria a Lissavetzky como a sua aposta para encabeçar as listas do PSM-PSOE em Madrid nas eleições municipais de 2011 assegurou que era "um dos melhores".
Dias depois Jaime Lissavetzky confirmou que apresentar-se-ia como aspirante para ser o candidato socialista à Prefeitura de Madrid (ostentada com maioria absoluta desde 2003 por Alberto Ruiz-Gallardón, do PP, e com quem tinha trabalhado nas candidaturas olímpicas de Madrid para ser sede dos Jogos Olímpicos de 2012 e 2016).

## Porta-voz do Grupo socialista na Prefeitura de Madrid
Após as eleições municipais de 2011, onde Alberto Ruiz-Gallardón revalidou a sua maioria absoluta, Lissaveztky passou a ocupar a portavocacia do grupo socialista na Prefeitura de Madrid, já que desempenha na actualidade.

## Prêmios, reconhecimentos e distinções
- Grande Cruz da Ordem de Alfonso X el Sabio (1996)
- Grande Cruz da Real Ordem do Mérito Desportivo, outorgada pelo Conselho Superior de Desportos (2011)
- Grande Cruz da Ordem del Dos de Mayo (2015)